# سیارک ۴۲۸۷
سیارک ۴۲۸۷ (به انگلیسی: 4287 Trisov، نامگذاری:1989RU2) چهار هزار و دویست و هشتاد و هفتمین سیارک کشف شده‌است که در ۷ سپتامبر ۱۹۸۹ کشف شد.
قدر مطلق سیارک برابر ۱۳٫۲۰ است.